# De corazón
De corazón é uma telenovela argentina produzida pela Pol-ka Producciones e exibida pelo Canal 13 entre 6 de janeiro de 1997 e 10 de julho de 1998.

## Elenco
- Daniel Fanego - Pablo Caballeri
- Ana María Picchio - Mercedes Mecha
- Arturo Bonín - Javier Salgado
- Víctor Laplace - Eduardo
- Carolina Fall - Aldana
- Luisina Branco - Delfina Mcklein
- María Valenzuela - Virginia Caballeri
- Florencia Peña - Rita
- Martín Karpan - Nicolás Salgado
- Gabriela Toscano - Roberta Bragner